# Llista de seleccions nacionals de futbol desaparegudes
Les següents seleccions nacionals ja no existeixen per la desaparició de les nacions que representaven

## Txecoslovàquia
- Txecoslovàquia

Dissolta en 1993 en els estats independents de la  República Txeca i  Eslovàquia.
La FIFA reconeix a la  República Txeca com a successora de la selecció nacional de Txecoslovàquia i li atribueix els seus registres.

## Alemanya
- Alemanya Democràtica
- Alemanya Federal

Unificada en 1990.
La FIFA reconeix l' Alemanya unificada com a successora de la selecció nacional d'Alemanya Federal i li atribueix els seus registres.
- Sarre

Integrada a l'Alemanya Federal en 1957.

## Vietnam
- Vietnam del Nord
- Vietnam del Sud

Unificat en 1976.
La FIFA reconeix el  Vietnam unificat com a successor de la selecció nacional del Vietnam del Nord i li atribueix els seus registres.

## Països Catalans
- Països Catalans (No recoguda per la FIFA)

Dissolta en 1950 per donar lloc a les seleccions de Catalunya i del País Valencià.
La FIFA tampoc reconeix les dues seleccions, i els seus jugadors han de jugar sota el nom d' Espanya

## Iemen
- Iemen del Nord
- Iemen del Sud

Unificat en 1990.
La FIFA reconeix el  Iemen unificat com a successor de la selecció nacional del Iemen del Nord i li atribueix els seus registres.

## URSS
- URSS

Dissolta en 1992.
 Estònia,  Letònia i  Lituània es van independitzar i van formar seleccions nacionals abans de la dissolució de la Unió Soviètica en 12 estats més. Aquestos van participar en 1992 amb la denominació de Comunitat d'Estats Independents i després cada estat amb la seva pròpia selecció.
| - Armènia - Azerbaidjan - Belarús - Geòrgia | - Kazakhstan - Kirguizstan - Moldàvia - Rússia | - Tadjikistan - Turkmenistan - Ucraïna - Uzbekistan |

La FIFA reconeix a Rússia com a successora de la Comunitat d'Estats Independents i aquesta com a successora de la selecció nacional de l'URSS i li atribueix els registres d'aquestes dues seleccions.

## Iugoslàvia
- Iugoslàvia (República Federal Socialista)

Dissolta en 1992 en 5 estats independents.
-  Bòsnia i Hercegovina
-  Croàcia
-  Eslovènia
-  Macedònia
-  Rep. Fed. de Iugoslàvia – Després reanomenada  Sèrbia i Montenegro

- Sèrbia i Montenegro

Dissolta en 2006 en els estats independents de  Sèrbia i  Montenegro.
La FIFA reconeix a Sèrbia com a successora de Sèrbia i Montenegro i aquesta com a successora de la selecció nacional de Iugoslàvia (República Federal Socialista) i li atribueix els registres d'aquestes dues seleccions.

## Canvis de nom
- El "Regne de Iugoslàvia" passà a ser la "República Federal Socialista de Iugoslàvia" en 1945.
- "Índia Britànica" passà a ser Índia en 1947.
- "Índies Orientals Holandeses" passà a ser Indonèsia en 1949.
- La "Costa d'Or" passà a ser Ghana en 1957.
- "Egipte" passà a ser la "República Àrab Unida" en 1958 i després tornà a Egipte en 1972.
- "Tanganica" passà a ser Tanzània en 1962.
- La "Guaiana Britànica" passà a ser Guyana en 1966.
- La "Guinea Espanyola" passà a ser la Guinea Equatorial en 1968.
- El "Congo-Kinshasa" passà a ser el "Zaire" en 1971 i després la República Democràtica del Congo en 1997.
- "Ceilan" passà a ser Sri Lanka en 1972.
- "Dahomey" passà a ser Benín en 1975.
- La "Guaiana Holandesa" passà a ser Surinam en 1975.
- La "Guinea Portuguesa" passà a ser la Guinea Bissau en 1975.
- L'"Alt Volta" passà a ser Burkina Faso el 1984.
- "Samoa Occidental" passà a ser Samoa en 1996.